# 番田車站 (神奈川縣)
番田車站（日语：／ Banda eki */?）是一個位於神奈川縣相模原市中央區上溝，屬於東日本旅客鐵道（JR東日本）相模線的鐵路車站。

## 車站結構
島式月台1面2線的地面車站。站舍與月台由跨線橋聯絡。設有古老木造站舍。

### 月台配置

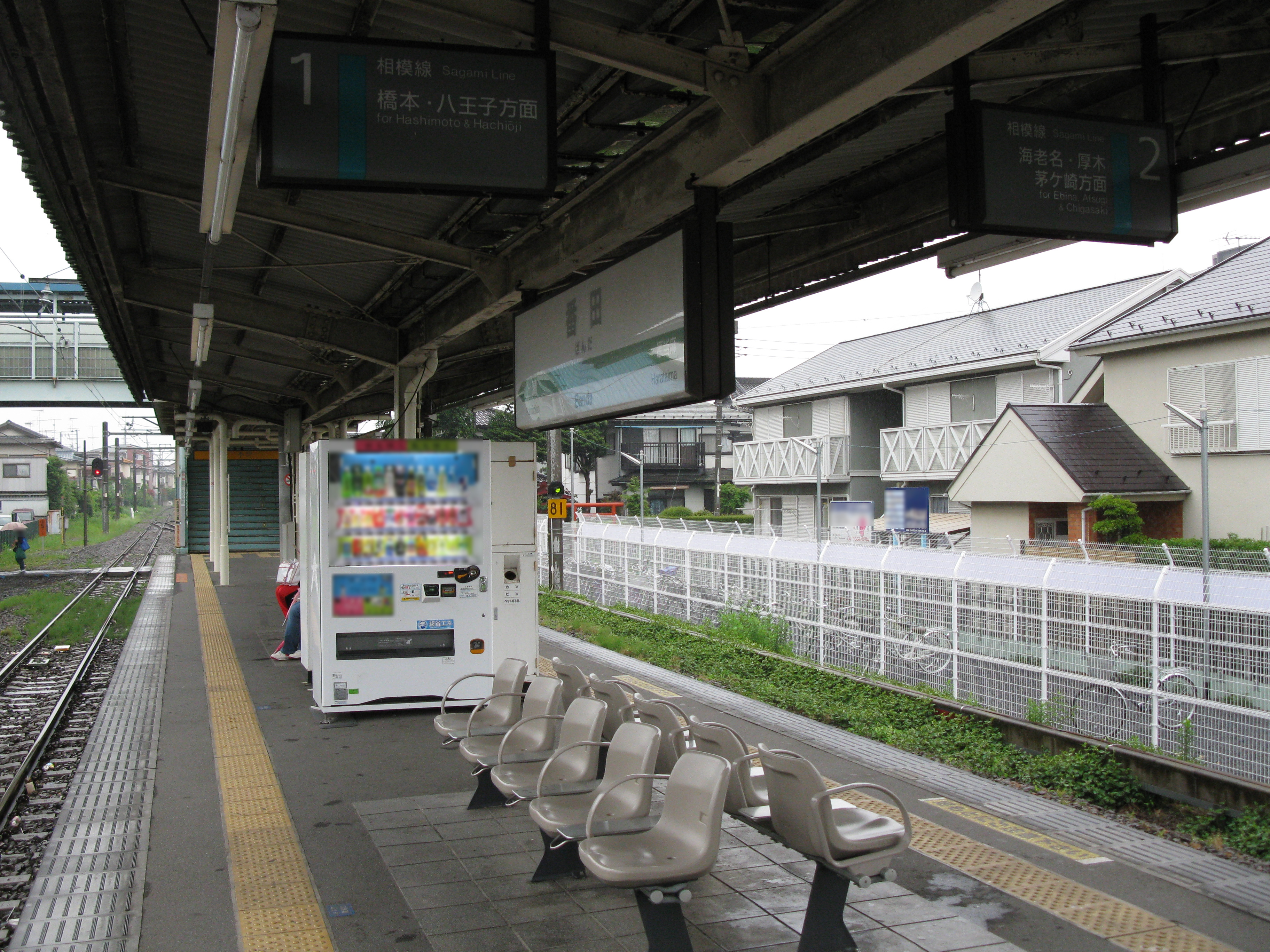
月台（2010年5月）

| 月台 | 路線    | 方向 | 目的地                 |
| ---- | ------- | ---- | ---------------------- |
| 1    | ■相模線 | 下行 | 橋本、八王子方向       |
| 2    | ■相模線 | 上行 | 海老名、厚木、茅崎方向 |

（來源：JR東日本:車站構內圖 （页面存档备份，存于））
- 月台（2010年5月）

## 使用情況
2014年度的1日平均上車人次為3,643人。
近年的1日平均上車人次如下表。
| 年度               | 1日平均 上車人次 |
| ------------------ | ---------------- |
| 1975年（昭和50年） | 609              |
| 1980年（昭和55年） | 1,167            |
| 1985年（昭和60年） | 964              |
| 1989年（平成元年） | 1,383            |
| 1993年（平成05年） | 2,279            |
| 1995年（平成07年） | 2,476            |
| 1998年（平成10年） | 2,745            |
| 2000年（平成12年） | 2,839            |
| 2001年（平成13年） | 2,860            |
| 2002年（平成14年） | 2,916            |
| 2003年（平成15年） | 2,742            |
| 2004年（平成16年） | 2,772            |
| 2005年（平成17年） | 2,769            |
| 2006年（平成18年） | 2,781            |
| 2007年（平成19年） | 2,890            |
| 2008年（平成20年） | 2,990            |
| 2009年（平成21年） | 3,038            |
| 2010年（平成22年） | 3,194            |
| 2011年（平成23年） | 3,192            |
| 2012年（平成24年） | 3,315            |
| 2013年（平成25年） | 3,538            |
| 2014年（平成26年） | 3,643            |

## 相鄰車站
東日本旅客鐵道
■相模線
原當麻－番田－上溝

## 外部連結
- 車站資訊（番田）：東日本旅客鐵道

35°32′43.4″N 139°21′46.6″E / 35.545389°N 139.362944°E